# Kim Hyung-il
Đây là một tên người Triều Tiên, họ là Kim.
Kim Hyung-Il  (tiếng Hàn: 김형일; sinh ngày 27 tháng 4 năm 1984) là một cầu thủ bóng đá người Hàn Quốc hiện tại thi đấu ở vị trí hậu vệ cho Navy.

## Sự nghiệp
Vào tháng 3 năm 2009, anh được triệu tập vào Đội tuyển bóng đá quốc gia Hàn Quốc. Ngày 3 tháng 6 năm 2009, Anh có màn ra mắt trong trận đấu trước Đội tuyển bóng đá quốc gia Oman.
Ngày 24 tháng 12 năm 2016, Kim gia nhập đội vô địch Giải bóng đá ngoại hạng Trung Quốc Guangzhou Evergrande với hợp đồng nửa năm theo dạng chuyển nhượng tự do. Anh rời Guangzhou vào tháng 6 năm 2017 mà chưa đá trận nào cho câu lạc bộ.
Kim gia nhập đội bóng tại K League 2 Bucheon FC 1995 ngày 29 tháng 6 năm 2017.

## Thống kê sự nghiệp câu lạc bộ
Tính đến 28 tháng 11 năm 2011
| Thành tích câu lạc bộ | Thành tích câu lạc bộ | Thành tích câu lạc bộ | Giải vô địch | Giải vô địch | Cúp     | Cúp       | Cúp Liên đoàn | Cúp Liên đoàn | Châu lục | Châu lục  | Tổng cộng | Tổng cộng |
| Mùa giải              | Câu lạc bộ            | Giải vô địch          | Số trận      | Bàn thắng    | Số trận | Bàn thắng | Số trận       | Bàn thắng     | Số trận  | Bàn thắng | Số trận   | Bàn thắng |
| Hàn Quốc              | Hàn Quốc              | Hàn Quốc              | Giải vô địch | Giải vô địch | Cúp KFA | Cúp KFA   | Cúp Liên đoàn | Cúp Liên đoàn | Châu Á   | Châu Á    | Tổng cộng | Tổng cộng |
| --------------------- | --------------------- | --------------------- | ------------ | ------------ | ------- | --------- | ------------- | ------------- | -------- | --------- | --------- | --------- |
| 2007                  | Daejeon Citizen       | K League 1            | 21           | 0            | 1       | 0         | 8             | 0             | -        | -         | 30        | 0         |
| 2008                  | Daejeon Citizen       | K League 1            | 13           | 0            | 1       | 0         | 3             | 0             | -        | -         | 17        | 0         |
| 2008                  | Pohang Steelers       | K League 1            | 3            | 0            | 1       | 0         | 0             | 0             | 0        | 0         | 4         | 0         |
| 2009                  | Pohang Steelers       | K League 1            | 24           | 2            | 3       | 0         | 5             | 0             | 10       | 1         | 42        | 3         |
| 2010                  | Pohang Steelers       | K League 1            | 22           | 2            | 1       | 0         | 0             | 0             | 7        | 0         | 30        | 2         |
| 2011                  | Pohang Steelers       | K League 1            | 19           | 0            | 4       | 0         | 2             | 0             | -        | -         | 25        | 0         |
| Tổng cộng sự nghiệp   | Tổng cộng sự nghiệp   | Tổng cộng sự nghiệp   | 102          | 4            | 11      | 0         | 18            | 0             | 17       | 1         | 148       | 5         |

## Danh hiệu

### Câu lạc bộ
Pohang Steelers
- K League 1 (1): 2013
- Korean FA Cup (1): 2008
- K League Cup (1): 2009
- Giải vô địch bóng đá các câu lạc bộ châu Á (1): 2009

Sangju Sangmu Phoenix
- K League 2 (1): 2013

Jeonbuk Hyundai Motors
- K League 1 (1): 2015
- Giải vô địch bóng đá các câu lạc bộ châu Á (1): 2016

### Cá nhân
Pohang Steelers
- Đội hình tiêu biểu K League (1): 2009

Sangju Sangmu Phoenix
- Đội hình tiêu biểu K League Challenge (1): 2013